# 沖口幸栄
沖口 幸栄（おきぐち ゆきひさ、1952年11月16日 - ）は、京都府出身の元競艇選手。

## 来歴
津田富士男と同期の37期生としてデビューし、後に弟子の向達哉・繁野谷圭介とペラを叩いた。
1994年には三国のお盆開催の名物レースである「しぶき賞」で優勝するが、その後は2023年の馬場貴也（滋賀）まで29年間も遠征陣の優勝は無かった。
1997年9月の徳山一般「第11回黒神杯争奪戦」から1998年3月の三国一般まで優出7戦連続連対 を記録し、1997年9月28日の地元住之江GI「ダイヤモンドカップ競走」では中道善博の2着に入った。
1997年には住之江のSG「第12回賞金王シリーズ戦競走」に追加配分で出場し、12月22日の3日目4Rで平石和男がまくりに行ってターンがやや流れたところを鋭く差して白星を挙げた 。
1998年には弟子の向と共に優出した4月6日の住之江「第9回アサヒビールカップ」を逃げ切り、7月12日の戸田「第9回サッポロビールカップ」では田中伸二・瀬尾達也・仲口博崇らをまくって勝利し、GIII企業杯を2勝する。
1998年の第3回オーシャンカップ競走（三国）では7月18日の4日目4Rでコンマ03のトップスタートから一気にまくってシリーズ初白星を挙げ 、19日の5日目11R準優勝戦では好スタートのダッシュ3艇を4カドから思い切って仕掛けたところ、ターンが流れ気味となって金子良昭を直にまくりながらも狭いところを差し抜けられるが、市川哲也・太田和美の猛追を何とか凌ぎ切って2着で優出を決める。20日の優勝戦では単独のカマシでトップスタートを決め、1マークでは内を締め込んで内4艇を飲み込んだが、インの松井繁に内からブロックされ、最初にまくった山崎昭生が絶好の差し態勢となる。最終的には松井がぶっちぎりの独走態勢となり、2番手争いで内小回りで山崎を追い詰めるが、山崎が粘り切って3着に終わった。
住之江のSG「第13回賞金王シリーズ戦競走」では初日の3R、8Rとセンター戦で出場者中唯一の連勝を飾り、4日目には予選トップ通過の安岐真人同様シリーズ3勝を挙げたが、2日目・3日目の惨敗が響いて惜しくも準優次点に終わっている。
1999年の唐津SG「第9回グランドチャンピオン決定戦競走」では準優勝戦では差し追走となった守田俊介を2マークで巧みにかわして大嶋一也の2着に入ったが、優勝戦は6号艇から回り込んで5着 に終わった。
2000年には9月17日の宮島一般戦「第30回報知エキサイトカップ競走」では新井敏司らを捲って優勝し、12月30日の尼崎一般戦「サンテレビ杯争奪歳忘れ第13回今年もありがとう競走」で前本泰和・野澤大二らを差したのが最後の優勝となった。
2009年4月10日のびわこ一般戦「卯月賞」が最後の優出となった。
2010年6月3日の住之江一般戦「第14回日刊スポーツ杯争奪ブルースターカップ」3日目2Rが最後の勝利となり、同6日の最終日10R特別選抜B戦で弟子の繁野谷の4着に入ったのが最後の出走、同年限りで現役を引退。
引退後は同期の津田や立山一馬、後輩の野添貴裕と共に住之江の場内FM「アクアライブステーション」解説者を務める。